# Gambrus conjugens
Gambrus conjugens är en stekelart som först beskrevs av Tschek 1871.  Gambrus conjugens ingår i släktet Gambrus, och familjen brokparasitsteklar. Arten är reproducerande i Sverige.